# Atanas Kostow
Atanas Kostow (bulgarisch Атанас Костов; andere Transkription: Atanas Kostov; * 1900 in Resen, damals Osmanisches Reich; † 1. Januar 1961) war ein bulgarisch-makedonischer Arzt. Er wurde von Yad Vashem als Gerechter unter den Völkern ausgezeichnet.

## Leben
Kostow wuchs in der bulgarischen Hauptstadt Sofia auf. Seine Eltern verließen das osmanische Resen 1903 nach der blutige Niederschlagung des Ilinden-Preobraschenie-Aufstandes. Atanas studierte Medizin an der Universität Graz (Österreich-Ungarn) und arbeitete anschließend als Arzt in mehreren bulgarischen Provinzstädten. 1934 heiratete er Iwanka Merdschanowa und hatte zwei Kinder mit ihr.
Im Zweiten Weltkrieg wurde Kostow nach Skopje, damals Teil der neuen bulgarisch verwalteten Gebiete, entsendet, wo er die Leitung des medizinischen Dienstes übernahm. Zwischen den Ärzten und Apothekern, die er dort traf, befanden sich auch einige Juden, die der antijüdischen Gesetzgebung der bulgarischen Regierung in den neuen Gebieten Makedonien und Thrakien zum Opfer fielen. Kostow widersetzte sich dieser Diskriminierungspolitik und bot seinen jüdischen Kollegen Möglichkeiten an, in kleinen und weit entfernten Orten zu arbeiten. Als im Februar–März 1943 die Vorbereitung in Skopje zu der Deportation in die Vernichtungslager begannen, gelang es Kostow, seine Freunde mit ihren Familien, insgesamt 58 Menschen, zu befreien und zu retten.
2002 wurde er von Yad Vashem als Gerechter unter den Völkern aus Bulgarien gewürdigt.